# Плутоний-239 (фильм)
«Плутоний-239» (англ. Pu-239) — художественный фильм 2006 года, поставленный режиссёром Скоттом Бёрнсом по рассказу Кена Калфуса.

## Сюжет
1995 год. Тимофей Березин работает на бывшем сверхсекретном, плохо управляемом, устаревшем заводе по переработке ядерных материалов в Скотопригоньевске-16, бывшем закрытом городе и научном центре. В начале фильма на заводе происходит ЧП, и Тимофей подвергается радиоактивному облучению, самоотверженно пытаясь предотвратить критическую неисправность. Руководители завода говорят ему, что он получил экспозицию в 100 бэр, но обвиняют его в саботаже и отправляют в бессрочный отпуск без сохранения оплаты. Однако Тимофей понимает, что получил смертельную дозу радиации, намного превышающую 100 бэр, и, страдая от острого радиационного отравления — ведь жить ему осталось всего несколько дней, — он решается на поступок, после которого обратной дороги не будет. Похитив с завода 100 граммов оружейной плутониевой соли, Тимофей отправляется в Москву в надежде найти покупателя и таким образом обеспечить будущее жене и сыну.

## В ролях
| Актёр           | Роль            |
| --------------- | --------------- |
| Пэдди Консидайн | Тимофей Березин |
| Рада Митчелл    | Марина Березина |
| Оскар Айзек     | Шив             |
| Стивен Беркофф  | Старков         |
| Николай Ли Кос  | Туск            |
| Мелани Тьерри   | Оксана          |
| Джейсон Флеминг | Влад            |
| Джордан Лонг    | Егор            |
| Стефан Янку     | Андрей          |